# Даніель Газдаг
Даніель Газдаг (угор. Gazdag Dániel, нар. 2 березня 1996, Ньїредьгаза) — угорський футболіст, півзахисник американського клубу «Філадельфія Юніон» та національної збірної Угорщини. Чемпіон Угорщини та володар Кубка Угорщини у складі будапештського «Гонведа»

## Клубна кар'єра
Даніель Газдаг народився 1996 року в місті Ньїредьгаза, та розпочав займатися футболом у школі місцевого футбольного клубу «Ньїредьгаза», пізніше перейшов до футбольної школи будапештського «Гонвед». У головній команді клубу Газдаг розпочав грати з 2014 року, і з сезону 2015—2016 років став одним із гравців основи клубу. У сезоні 2016—2017 років футболіст став у складі «Гонведа» чемпіоном Угорщини, а в сезоні 2019—2020 років став володарем Кубка Угорщини.
11 травня 2021 року Даніель Газдаг став гравцем клубу MLS «Філадельфія Юніон». 23 травня він дебютував у складі нового клубу в грі проти клубу «Ді Сі Юнайтед».

## Виступи за збірні
З 2012 року Даніель Газдаг грав у складі юнацької збірної Угорщини різних вікових груп, загалом на юнацькому рівні взяв участь у 8 іграх.
У 2017—2018 роках футболіст грав у складі молодіжної збірної Угорщини, на молодіжному рівні зіграв у 9 матчах.
5 вересня 2019 року Даніель Газдаг дебютував у складі національної збірної Угорщини в товариському матчі проти збірної Чорногорії. Станом на серпень 2023 року зіграв у складі збірної 20 матчів, у яких відзначився 4 забитими м'ячами. У травні 2021 року Даніель Газдага включили до складу національної збірної Угорщини для участі в чемпіонаті Європи 2020 року.
| Дата       | Місто            | Господарі  | Результат | Гості    | Турнір                               | Голи | Примітки |
| ---------- | ---------------- | ---------- | --------- | -------- | ------------------------------------ | ---- | -------- |
| 5-9-2019   | Подгориця        | Чорногорія | 2 – 1     | Угорщина | товариський матч                     | -    | 46'      |
| 8-10-2020  | Софія (місто)    | Болгарія   | 1 – 3     | Угорщина | Відбір до ЧЄ 2020                    | -    | 82' 88'  |
| 11-10-2020 | Белград          | Сербія     | 0 – 1     | Угорщина | Ліга націй УЄФА 2020-2021 - 1-й етап | -    | 36' 77'  |
| 14-10-2020 | Москва           | Росія      | 0 – 0     | Угорщина | Ліга націй УЄФА 2020-2021 - 1-й етап | -    | 46'      |
| 28-3-2021  | Serravalle       | Сан-Марино | 0 – 3     | Угорщина | Відбір до ЧС 2022                    | -    | 63'      |
| 31-3-2021  | Андорра-ла-Велья | Андорра    | 1 – 4     | Угорщина | Відбір до ЧС 2022                    | 1    | 29'      |
| Усього     |                  | Матчів     | 6         |          | Голів                                | 1    |          |

## Титули і досягнення

### Командні
- Чемпіон Угорщини (1):

«Гонвед»: 2016–2017
- Володар Кубка Угорщини (1):

«Гонвед»: 2019–2020